# ريد وين
ريد وين (بالإنجليزية: Red Winn)‏ هو لاعب بوكر أمريكي، (و. 1896  م).